# プラッツバーグ駅
プラッツバーグ駅（英: Plattsburgh Station）は、ニューヨーク州プラッツバーグ ブリッジ・ストリートとドック・ストリートにある駅。 全米各地を結ぶ旅客鉄道のアムトラックが乗り入れている。

## 概要
当駅のクイーン・アン様式の駅舎は、1886年にデラウェア・アンド・ハドソン鉄道 (D＆H) の駅として建設された。プラッツバーグ市は1982年に当駅を購入し、デベロッパーに改修工事を任せ、1983年1月18日に工事は完了した。当駅は1982年に国家歴史登録財に追加された。

## 利用可能な鉄道路線／列車
アムトラックの停車する列車は下記の通り。
モントリオールとニューヨーク間の昼行国際列車アディロンダック…1日1往復停車